# نهر بارانيبا
نهر بارانَيبا أو نهر بارانايبا (Rio Paranaíba) هو نهر برازيلي يقع مصدره في ولاية ميناس جيرايس في جبال ماتا دا كوردا، في بلدية ريو بارانيبا، على ارتفاع 1114 متر؛ على الجانب الآخر من هذه السلسلة الجبلية توجد مصادر نهر أبايتي رافد نهر ساو فرانسيسكو. طول النهر حوالي 1,000 كيلومتر (620 ميل)  حتى التقاطع مع نهر غراندي، وكلاهما يشكلان نهر بارانا، عند النقطة التي تحدد حدود ولايات ساو باولو وميناس جيرايس وماتو غروسو دو سول. 

## جغرافيا

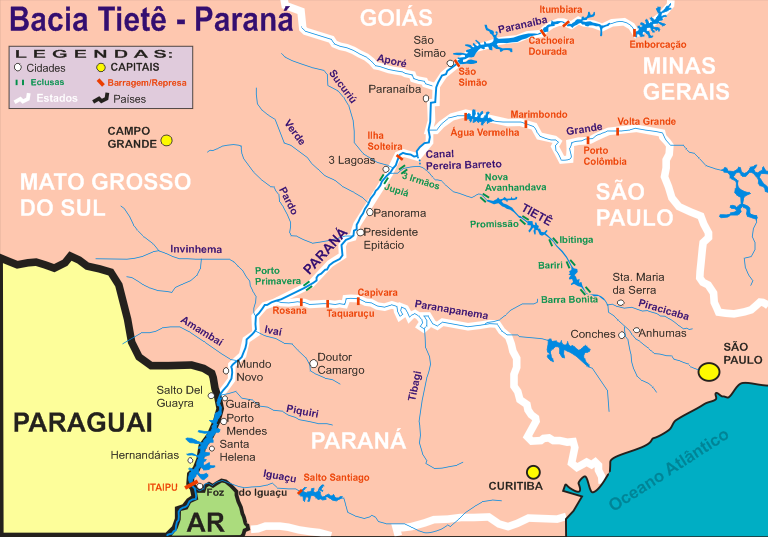
خريطة لحوض مرتفع بارانا البرازيلي، مع تفاصيل عن الأنهار والروافد المصدر

روافد الرئيسية للبارانايبا هي باولو ماركوس، وكورومبا، وميا بونتي، وبوا. السدود الرئيسية في مسارها هي امبركاو، إيتومبارا وساو سيماو وكاشويرا دورادا قرب إيتومبيارا وهي واحدة من أهم محطات الطاقة الكهرومائية في البرازيل، حيث توفر الطاقة إلى غويانيا وبرازيليا. 
لا يمكن التنقل في بارانايبا إلا في بحيرة إلها سولتيرا الاصطناعية مع امتداد 180 كم بقدر سد ساو سيماو. 
بسبب الضغط الكبير لاستخدام موارده فإنه يظهر مشاكل بيئية خطيرة. 
يُعد نهر بارانايبا أهم مصدر لنهر بارانا، ويقع مصدره في جبال ماتا دا كوردا التابعة لبلدية «ريو بارانيبا» (ماتو غروسو) على ارتفاع 1,148 متر (3,766 قدم). على الجانب الآخر من هذه سيرا هو مصدر آبايتي، أحد روافد ساو فرانسيسكو. يقع التقاء بارانايبا مع نهر غراندي على بعد حوالي 1,000 كيلومتر (620 ميل)  من مصدر بارانيابا. يوجد في جسر يمثل أيضًا نقطة حدود بين ثلاث ولايات: ساو باولو وميناس جيرايس وماتو جروسو دو سول. يشتهر نهر بارانيبا برواسب الماس غنية في روافده وإمكاناتها الكهرومائية الضخمة. 

## التاريخ

### قناة ساو سيماو
واحدة من أكبر الخسائر البيئية في البرازيل كانت اختفاء قناة ساو سيماو (قناة دي ساو سيماو) الواقعة على الجزء السفلي من النهر. كانت في مضيق ضيق مقطوعًا من البازلت، بطول 23 كيلومترًا وعمق 35 مترًا، ويقع على حدود ولايتي ميناس وجوياس. بعد أن انقسمت مياه النهر إلى ذراعين متوازيين، عادت إلى قاع مشترك، وشكلت ممرًا للشلالات. اليوم هذا المشهد لم يعد موجودا. بناء سد ساو سيماو، مع الحاجة إلى زيادة طاقة محطة الطاقة الكهرومائية، أوجدت بحيرة ضخمة غطت مياهها القناة. 

## روابط خارجية
- Rio Paranaíba في GEOnet
- خريطة لأعلى حوض نهر بارانيابا، Governo do Estado de Minas Gerais، معهد مينيرو دي جيستاو داس أغواس
- معلومات مفصلة عن النهر (بالبرتغالية)